# Mladen Dabanovič
Mladen Dabanovič (ur. 13 września 1971 w Mariborze) – słoweński piłkarz, grający jako bramkarz.
Dabanovič występował w NK Maribor i Rudar Velenje do 1999, kiedy wyjechał do Belgii, do KSC Lokeren. W 2004 roku powrócił do Słowenii, do Drava Ptuj.
W reprezentacji Słowenii w latach 1998–2003 rozegrał 25 meczów. Był pierwszym bramkarzem podczas mistrzostw Europy 2000, w mistrzostwach świata 2002 zagrał w meczu z Paragwajem.